# Flatt Károly
Alföldi Flatt Károly (Szekszárd, 1853. január 10. – Újpest, 1906. február 10.) botanikus, mezőgazda, uradalmi kormányzó főtiszt.

## Életrajza
A gimnáziumot Székesfehérváron végezte és 1871-ben József főherceg alcsúti uradalmába került mint gyakornok, ahol egy évet töltött. 1872-74-ben a magyaróvári gazdasági akadémián végezvén tanulmányait, ismét az alcsúti uradalomba ment, ahol 1876 végeig működött. Ekkor gróf Zichy Jenő meghívására, annak Bihar vármegyei révlugosi (Élesd mellett) uradalmához ment, ahol előbb ellenőr, majd 1878-tól kormányzó főtisztje volt. 1900-tól a budapesti vetőmagvizsgáló állomáson dolgozott.

## Munkássága
Főképpen a botanika történetével foglalkozott: így többek között Linnével, Clusiusszal is. Herbarium europeuma a 7000 fajt és botanikai szakkönyvtára az 1500 kötetet meghaladja.

## Főbb munkái
- A nagyváradi Püspök-fürdő Lotos-virágai (Nymphaea thermalis, DC.) Nagyvárad, 1886
- Védelem a magyar Lotos-virágnak! Nagyvárad, 1886 (különnyomat a Nagyváradból)
- A pázsit-félék rendszere, Bentham George után angolból ford. Bpest, 1886
- Herbarium C. de Flatt. Nagyvárad, 1890
- A dohánytól a pipáig. Irodalomtörténeti tanulmány. Bpest, 1890 (különnyomat a M. Dohányujságból)
- A mi tündér-rózsánk. Nagyvárad, 1891 (különnyomat a Nagyváradból)
- C. de Flatt Bibliotheca botanica. Székesfehérvár, 1891. és Pars. II. III. IV. Nagyvárad, 1892-93
- A Josika-fáról. (Syringa Josikaea, Jacq. fil.) Székesfehérvár, 1891 (különnyomat a Nagyváradból)
- Az orgona-fa jubileuma. Székesfehérvár, 1891 (különnyomat a Nagyváradból)
- A herbáriumok történetéhez (Magyar Botanikai Lapok 1902–1903)